# Collinsville (Mississipi)
Collinsville és una concentració de població designada pel cens dels Estats Units a l'estat de Mississipi. Segons el cens del 2000 tenia 1.823 habitants.

## Demografia
Segons el cens del 2000, Collinsville tenia 1.823 habitants, 701 habitatges, i 541 famílies. La densitat de població era de 44,7 habitants per km².
Dels 701 habitatges en un 39,2% hi vivien nens de menys de 18 anys, en un 63,9% hi vivien parelles casades, en un 10,3% dones solteres, i en un 22,8% no eren unitats familiars. En el 21,4% dels habitatges hi vivien persones soles el 9,7% de les quals corresponia a persones de 65 anys o més que vivien soles. El nombre mitjà de persones vivint en cada habitatge era de 2,6 i el nombre mitjà de persones que vivien en cada família era de 3,03.
Per edats la població es repartia de la següent manera: un 26,8% tenia menys de 18 anys, un 6,4% entre 18 i 24, un 31,2% entre 25 i 44, un 23,3% de 45 a 60 i un 12,4% 65 anys o més.
L'edat mediana era de 36 anys. Per cada 100 dones de 18 o més anys hi havia 91,9 homes.
La renda mediana per habitatge era de 33.476 $ i la renda mediana per família de 41.714 $. Els homes tenien una renda mediana de 31.779 $ mentre que les dones 21.957 $. La renda per capita de la població era de 17.184 $. Entorn del 5,4% de les famílies i el 8,9% de la població estaven per davall del llindar de pobresa.

## Poblacions més properes
El següent diagrama mostra les poblacions més properes.